# Natale Galletta
Natale Galletta (Messina, 14 de abril de 1967) é um cantor e compositor italiano. Já lançou 34 álbuns desde que iniciou sua atividade artística em 1979.